# Estanislao Kocourek
Estanislao Kocourek (Estanislao Francisco Kocourek Pochily; * 5. März 1930 in Buenos Aires) ist ein ehemaliger argentinischer Hürdenläufer, der sich auf die 110-Meter-Distanz spezialisiert hatte.
Bei den Panamerikanischen Spielen 1951 in Buenos Aires gewann er Silber mit seiner persönlichen Bestzeit von 14,2 s.
1952 holte er Silber bei den Leichtathletik-Südamerikameisterschaften in Buenos Aires und schied bei den Olympischen Spielen in Helsinki im Vorlauf aus.
Weitere Silbermedaillen errang er bei der Internationalen Sommer-Hochschulwoche 1953 in Dortmund und bei den Leichtathletik-Südamerikameisterschaften 1956 in Santiago.